# أولاد مفيدة (مسلسل)
أولاد مفيدة مسلسل درامي تونسي يتكون من خمسة مواسم، عُرض موسمه الأول في رمضان 2015 على قناة الحوار التونسي، وهو من إخراج وسيناريو سامي الفهري وسوسن الجمني.
حقق المسلسل نجاحًا جماهيريًا كبيرًا رغم تعرضه لانتقادات نظرًا لطريقة طرحه للقضايا الاجتماعية مثل الطمع والسرقة والانحراف والعلاقات غير الشرعية مما أحدث نقلة نوعية في الدراما التونسية.

## القصة

### الموسم الأول
مفيدة امرأة تعمل في مطعم ورثته عن والدها وتعيش مع أبنائها الثلاثة وزوجها (منصور) المتقاعس والمدمن على شرب الكحول. وبسبب تصرفات زوجها غير المسؤولة، تقع في حب الشريف، الصديق المقرب لمنصور، وتنجب منه طفلاً. يقرر الشريف بعد ست سنوات من العلاقة السرية الانفصال عنها ومغادرة تونس للعمل في فرنسا. تخبره مفيدة بأنه والد أحد أبنائها، لكنه يصر على قراره.
تنطلق أحداث المسلسل بعد عشرين سنة، حيث لا تزال مفيدة تدير مطعمها، كما تصبح أرملة بعد وفاة زوجها، ويصبح أبناؤها في العشرينيات. يعود الشريف من فرنسا بعد أن أصبح رجل أعمال ثريا، مطالبا بمعرفة أي الثلاثة هو ابنه، حيث أنه مصاب بسرطان الرئة ويريد أن يورث ثروته لابنه. رفضت مفيدة إخباره بهوية ابنه لكي لا تفرق بين أبنائها، فيحاول الشريف معرفة الحقيقة بطرق أخرى. 
يمثل أبناء مفيدة الفئة العاطلة عن العمل في المجتمع، المعروفة بالبلطجة والمشاكل. يحاول الابن الأصغر (إبراهيم) اجتياز الباكالوريا، أما بيرم الابن الأوسط فهو الأكثر شقاوة بسبب المشاكل التي يسببها إضافة إلى تعاطي المخدرات ودخوله السجن  مرات عديدة، كما أن له ابن من عشيقته حسنة. بالنسبة إلى الابن الأكبر، بدر، فلا يقل شقاوة عن إخوته، كما أنه ملاكم. أثناء شجار بين أبناء حيهم، يحاول بدر الهروب من متسكعين يحاولون ضربه، فيقفز في سيارة مكشوفة تقودها فتاة تدعى ليليا. وأثناء نزوله من السيارة، تُسقط ليليا هاتفها فيعطي الهاتف لإخوته للتسلي به. يقرر بيرم إرجاع الهاتف للتعرف على ليليا لكنها لم ترد مقابلته، ليقرر بدر وإبراهيم الانتقام منها بسرقة سيارتها فتتصل هذه الأخيرة بالشرطة لكن يتمكن الإخوة من إثبات برائتهم.
من جهة أخرى، تهرب حسنة، عشيقة بيرم، وتترك الطفل لبيرم ويصبح بدر بوابًا في ملهى ليلي فتأتي ليليا مع خطيبها زياد وشقيقتها إيناس. يسخر بدر من ليليا، فيغضب زياد ويضرب بدر، فيشتكي عليه الى الشرطة ويحاول الناصر، والد زياد، التحدث مع بدر بهدف إسقاط التهم عن ابنه مقابل مبلغ مالي، فيرفض بدر ذلك. تُعجب إيناس بشخصية بدر، في الوقت الذي كان إبراهيم يحبها. من جهته، يتعلق بدر بليليا رغم كل ما حدث ويتقدم لخطبة إيناس ليتقرب من ليليا أكثر.
أما الشريف، فيحاول التقرب من أبناء مفيدة الثلاثة بحجة مساعدتهم في إنشاء مشروع. من جهة أخرى، يحاول بيرم رعاية ابنه لكنه يفشل ويضطر لتسليمه إلى عائلة تتبناه. يستغل الشريف طمع زوج شقيقة مفيدة (منير) الذي  وعده بإخباره بهوية ابنه. يهدد منير زوجته لطيفة بالقتل إذا لم تخبره من هو ابن الشريف فرفضت. ولما هم بقتل زوجته، تسبقه ابنته بطعنه بسكين لترديه قتيلا. يحاول الشريف التقرب إلى قلب مفيدة مجددا ويعدها بالزواج. من جهة أخرى يتفطن بيرم وإبراهيم إلى علاقة بدر بليليا ويخبران خطيبته إيناس بذلك، فترصدت هذه الأخيرة لهما وأخبرت والديها، اللذين اصطحباها إلى المكان السري الذي يلتقي فيه بدر وليليا. من جانب آخر، يقرر الشريف إجراء عملية جراحية لاستئصال الورم وتصطحبه مفيدة سرًا للمستشفى. وأثناء ذلك، يطلب منها آخر طلب لمعرفة ابنه لينتهي الموسم الأول.

### الموسم الثاني
تنكشف علاقة بدر بليليا بعد توجه شقيقتها إيناس ووالديها إلى المكان الذي يلتقيان فيه، فتهرب ليليا ويفقد والدها الوعي ويدخل المستشفى مع خوف والدتها من الفضيحة، فتقرر فسخ خطوبة إيناس من بدر بينما يتم تقديم موعد زواج ليليا وزياد. تغضب إيناس، في نفس الوقت يعود بدر إلى المنزل ويخبر بيرم بما حدث. وتأتي حسنة بدورها إلى المنزل وتطالب بإعادة ابنها من العائلة التي تبنته. مع تطور الأحداث، يكتشف بيرم سر مفيدة ويطلب منها إخباره بهوية ابن الشريف، فتخبره أنه بدر. يخطط بيرم مع حسنة، ثم يطلب من مفيدة بأن تخبر الشريف أنه هو ابنه لكي يرثه ويهددها بإخبار إخوته. تنفذ مفيدة طلب بيرم وتخبر الشريف بذلك. من جهته، يعمل بدر سائقًا لدى رجل أعمال ثري يُدعى الصادق، كما يتعرف إبراهيم على فتاة تدعى ليندا ويخطط للزواج منها. وفي وقت لاحق تقرر إيناس السفر الى فرنسا لمواصلة دراستها ونسيان كل ما حصل لها جراء بدر وقبل سفرها تخبر زياد خطيب شقيقتها بعلاقة ليليا وبدر.
يضع زياد خطة للإيقاع ببدر، فيرسل فتاة تدعى بشرى لقضاء ليلة مع بدر ويقوم زياد بقتل ليليا ودفنها في حديقة منزل مهجور. بعد ذلك، يضع زياد السائل المنوي الخاص ببدر، الذي أعطته إياه بشرى، في جسم ليليا، ويتهمه بقتلها واغتصابها، بعد مراجعة كاميرا المراقبة في أحد المقاهي، التي تصور بدر وليليا يتشاجران يوم الحادثة. بعد تحليل الطب الشرعي، تخبر إيناس إبراهيم أنها قد أخبرت زياد قبل سفرها بالحقيقة وأنها تشك أن زياد قتل شقيقتها فيذهب إبراهيم ويخبر محامي بدر بذلك. عندما يعلم بدر بالحادثة، يبتلع شفرة حلاقة لينقل إلى المستشفى ويهرب بمساعدة بيرم وإبراهيم ويختبئ عند أحد أبناء حيه، ثم تطلب مفيدة من الشريف إخفائه في منزله .في نفس الوقت، يقتل زياد الفتاة التي ساهمت بدورها في توريط بدر في القضية ويقوم بتقطيعها ووضعها في أكياس ورميها في البحر. يعلم والد زياد بتورط ابنه في قضية قتل ليليا فيحاول تهريبه من تونس.
من جهة أخرى، تعرف ابنة شقيقة مفيدة طريق الانحراف بعد قتلها لوالدها في الموسم الأول دفاعا عن والدتها. أما زياد، فيصبح في حالة نفسية سيئة، فيقرر الاعتراف بجريمته ويصور فيديو يعترف فيه بكل ما حدث. من جهته، يتخاصم الشريف مع صديقه المحامي رؤوف بعد التفطن لخطة هذا الأخير، حيث أراد رؤوف تزويج شقيقته خولة من الشريف حتى ترثه مع شقيقها. نتيجة لذلك، يقرر رؤوف أن يخبر أبناء مفيدة الثلاثة بالحقيقة. ينتهي الموسم الثاني دون أن تقول مفيدة للشريف أن بدر هو ابنه البيولوجي.

### الموسم الثالث
يحاول رؤوف إخبار بدر أن مفيدة كانت على علاقة بالشريف، لكن بيرم يمنعه ويهدده بقتل عائلته. يعود بدر للعمل سائقًا عند الصادق، ويتضح أن بيرم أخذ زياد رهينة ويطلب من والده مبلغًا ماليًا كبيرًا حتى يقوم بتهريبه إلى ليبيا. وقبل ذلك، يقوم زياد بالانتحار. عندما يعود بيرم إلى المنزل، يجد ابنه قد مات فتسوء حالة حسنة النفسية وتترك المنزل. بعد ذلك، يطالب والد زياد بالمبلغ الذي أخذه بيرم، ويهدده بإبلاغ الشرطة. يدخل بيرم السجن، أما الشريف فيهدد مفيدة بإخبار أبنائها بعلاقتها الغير شرعية السابقة معه إذا لم توافق على الزواج منه فتوافق.
بعد سوء حالتها النفسية، تخرج حسنة للسهر في ملهى ليلي وتلتقي بالصادق وتصبح على علاقة معه. من جهته، يتقرب بدر من نور، سكرتيرة الصادق. أما الشريف، فيتراجع عن المشروع الذي كان ينوي القيام به مع أبناء مفيدة، إلى حين خروج بيرم من السجن. نتيجة لذلك، يتبع إبراهيم طريق الانحراف مع ثلة من أبناء حيه بعد أن سافرت حبيبته ليندا إلى فرنسا.
اعتقادًا أنه ابنه، يذهب الشريف لزيارة بيرم في السجن فيطلب هذا الأخير أن يجد له حسنة. من جانب آخر، يعود عمر، ابن الصادق، من الخارج للعمل مع والده في الشركة ويعجب بشخصية بدر، كما يلتقي بنور ويعجب بها أيضًا. أما لطيفة، شقيقة مفيدة، فتُعجب بشخصية حميد، عامل الطلاء الذي استدعته لمنزلها. يطلب حميد من والدته أن يتزوج من لطيفة فترفض لأنها أرملة ولأن ابنتها زينب قد قتلت والدها. وبعد المشاحنات وتدخل الشرطة، تقرر لطيفة الابتعاد نهائيًا عن حميد. من جهة أخرى، تخرج نور مع عمر، مما يشعر بدر بالغيرة فيخبرها بذلك. أما الصادق فيغضب من نور لأنها خرجت مع ابنه عمر. لكن مع تقدم الأحداث، يتضح أن نور هي ابنة الصادق.
بعد إقامة علاقة مع الصادق، تصبح حسنة حاملاً. كما تشك سنية، زوجة الصادق، في خيانة زوجها لها مع سكرتيرته نور، حيث لا يعلم أحد أنها ابنته. يتزامن خروج بيرم من السجن مع ولادة حسنة، فيقوم بيرم بتسجيل الطفل باسمه لأنه متزوج بها حسب القانون، وذلك رغم رفض حسنة. نتيجة لذلك، تضطر هذه الأخيرة للذهاب إلى الشريف لتخبره أن بيرم ليس ابنه فيغضب الشريف بشدة ويضرب مفيدة ويطلب منها معرفة هوية ابنه الحقيقي فتخبره أنه بدر. كما تعود حسنة لرؤية الصادق وتخبره أنها حاولت إقناع بيرم بالطلاق. يطلب الصادق من بيرم أن يعطيه مبلغًا ماليًا مقابل تطليق حسنة، لكنه يرفض.
يعتقد عمر أن والده على علاقة بنور كما أخبرت والدته بذلك، فيذهب إليها ويضربها فتخبره أنها شقيقته والصادق والدها. يعلم بدر أن نور ابنة الصادق، ويلومها على إخفائها للحقيقة وعدم الثقة به. يعرض الصادق على بدر أن يقنع بيرم بتطليق حسنة مقابل تزويجه من ابنته نور، فيرفض بدر المقترح. مع دخول إبراهيم طريق الانحراف وإمكانية دخوله السجن، يوافق بيرم على تطليق حسنة مقابل تدخل الصادق لدى الشرطة من أجل عدم اعتقال إبراهيم. يذهب بيرم إلى سنية ويخبرها أن الصادق يريد أن يطلقها للزواج من حسنة، يحاول عمر قتل حسنة وابنها بمساعدة والد سنية (جدّه النوري) إلا أنه يتراجع. يطلب النوري من الصادق أن يبتعد عن حسنة نهائيًا. تدريجيًا، يعلم بدر انه ابن من علاقة غير شرعية فيقوم بخطف عمر كرهينة ويهدد النوري والصادق بقتل عمر إذا لم يقع تحرير حسنة، فينجح في إنقاذها لكي تخبره بالعلاقة غير الشرعية بين الشريف ومفيدة وأنه الابن البيولوجي للشريف فذهب لمواجهة مفيدة بالحقيقة، ثم ذهب لقتل الشريف.

### الموسم الرابع
تذهب مفيدة لمنزل الشريف لتعرف أن بدر قد قتله، فتمنع بدر من تسليم نفسه وطلبت من بيرم القدوم لإيجاد حل. فيقوم بدر بتسجيل الكاميرا عبر تصوير فيديو له ولبدر بأوجه مغطاة، ليظهرا كأنهما يتبعان عصابة سرقة. وفي اليوم الموالي، تذهب مفيدة وتتظاهر بإيجاد الشريف مقتولا فتخبر الشرطة، التي تعاين كاميرات المراقبة، لتنجح خطة بيرم.
يذهب إبراهيم وبيرم إلى البحر فيتشاجر هذا الأخير مع شاب من الطبقة الراقية، يُدعى أيمن بعد السخرية منه. فيرسل أيمن أصدقائه لضرب بيرم ضربا مبرحا. بعد ذلك، يقوم بيرم بطعن أيمن بسكين فيتم اقتياده للسجن. في نفس الوقت، يتعرف إبراهيم على زينة، شقيقة أيمن الصغرى، فيعجب بها. تذهب زينة لمشاهدة مباراة الملاكمة التي يشارك فيها إبراهيم. وبعد خروج بيرم من السجن، يقرر مع إبراهيم سرقة مخزن والد أيمن انتقامًا منه. لكن يتفطن لهما شرطي. يأمر هذا الأخير إبراهيم بالاستسلام لكن بيرم يقوم بقتله دفاعًا عن إبراهيم.
يتفطن الحاج بوبكر، والد أيمن، إلى كل ما حدث عبر تسجيلات الكاميرا، لكنه يخبر الشرطة أن التسجيلات لا تعمل. يخطف الحاج بوبكر إبراهيم لمعرفة من كان معه يوم الحادثة فيخبرهم أنه شقيقه بيرم. يعرض الحاج بوبكر إطلاق سراحهما مقابل قتل ولد صلوحة وهو رئيس العصابة المنافسة للحاج بوبكر في ترويج المخدرات. يكتشف إسماعيل، الابن الأكبر للحاج بوبكر، علاقة شقيقته بإبراهيم فيحبسها في المنزل لكنها تتمكن من الهرب بمساعدة إبراهيم. كما يقوم بدر وبيرم وإبراهيم باختطاف ولد صلوحة، لكن تقوم زينة بقتل هذا الأخير وقد صور إبراهيم فيديو لذلك.
أما بدر، فيصبح مدربًا عند بطل العالم السابق للملاكمة. هذا الأخير يأخذه للسهر في إحدى الملاهي الليلية، حيث يتعرف على صوفي ويقع في حبها، إلا أنه يكتشف بعد ذلك أنها تعمل في الدعارة. من جهة أخرى، يقرر الحاج بوبكر إخفاء مسدس الشرطي الدي قتله بيرم في مخزن أحد أعضاء المافيا، وهو جمال. هذا الأخير يذهب إلى صديقه الشرطي، الذي يُدعى سفيان ليقول له أنه ليس له أي علاقة بمقتل الشرطي وولد صلوحة.
تتفق مفيدة مع محامية، تُدعى نجلاء لحل قضية ميراث زوجها الشريف وتقسيمه مع شقيق هذا الأخير. يُعجب بيرم بشخصية المحامية ويقيم علاقة معها. أما زينة، فتخبر والدها أنها حامل من إبراهيم فيغضب بوبكر ويقرر تزويجها من إبراهيم. بعد زواج إبراهيم، تعود نجلاء للمنزل مع بيرم، وعندما يدخل هذا الأخير للاستحمام، أرادت رؤية صور زواج إبراهيم من هاتف بيرم، لكنها تتفاجئ بتسجيلات قتل ولد صلوحة من قبل زينة. يهدد بيرم وبدر نجلاء بقتلها لكنها تهرب لإخبار الشرطي سفيان بالحقيقة، لأنه حريفها في قضية الطلاق من زوجته مرام. تأمر زينة إبراهيم بقتل المحامية نجلاء دون إخبار إخوته، فيذهب لتنفيذ الجريمة لكن سرعان ما ينقلب الأمر إلى كارثة عندما يتضح أنه طعن بالخطأ أخاه بيرم الذي كان نائمًا معها لينتهي الموسم الرابع.

### الموسم الخامس
يقرر إبراهيم تسليم نفسه اعتقادًا منه أنه قتل شقيقه بيرم فتمنعه زينة وتتصل بوالدها لإيجاد حل. يأتي الحاج بوبكر رفقة أحد الأطباء للقيام بعملية لبيرم. يقوم الحاج بوبكر بتهديد نجلاء بقتلها. بمرور الوقت، يتعالج بيرم تدريجيًا وتفوز مفيدة بقضية ميراث الشريف مع شقيقه الهادي. من جهته، يقرر بيرم الزواج من نجلاء بعد اكتشاف أنها حامل منه، لكن الشرطي سفيان يمنع ذلك ويلقي القبض على بيرم بتهمة قتل الشرطي، لكن يتم إثبات براءة بيرم، ليقع طرد سفيان من سلك الشرطة. في الأخير، تقرر نجلاء الابتعاد عن بيرم ويعود بدر لصوفي ويقترح عليها عدم العمل مجددًا في الدعارة مقابل الزواج منها.
من جهة أخرى، تقترح زينة على إبراهيم وشقيقها أيمن القيام بمشروع جديد لتهريب المخدرات فيوافقان على ذلك. يقوم إبراهيم بسرقة مبلغ مالي من والدته لتمويل المشروع. وفي سهرة من السهرات الليلية، تستهلك زينة كميات كبيرة من المخدرات مما أدى بها إلى دخولها المستشفى. يقرر إبراهيم الابتعاد عن هذا المشروع وفتح قاعة رياضة، لكن زينة بقيت تعمل مع أيمن وصديقه أحمد. وبينما تقود زينة سيارتها، تلقي الشرطة القبض عليها ومعها كمية كبيرة من المخدرات، فتدخل السجن وتعترف بمصدر المخدرات.
يتعرف بيرم على طلال، شقيق زوجة الشرطي المقتول، وهو يعمل سائق سيارة أجرة وويعيش رفقة والدته وشقيقته وابنها. يقرر بيرم مساعدة عائلتة طلال بعد شعوره بالذنب لقتل الشرطي، فيقوم بإنشاء مشروع سيارات أجرة بالشراكة مع طلال، كما أنه يُعجب بشخصية سماح، أرملة الشرطي الذي قتله وشقيقة طلال، فيطلب يدها للزواج منها.
بمبادرة من مفيدة، تفتتح شقيقتها لطيفة متجر ملابس وتقوم بتوظيف مساعدة لها تُدعى ملاك. تقوم مفيدة ولطيفة بتعريف ملاك لبدر بغرض الزواج منها والابتعاد عن صوفي وهو ما يحدث فعلاً. بعد ذلك، تخرج زينة من السجن وتعود للعيش مع إبراهيم لكن يتفطن هذا الأخير أنها لا تزال تستهلك المخدرات، فيقرر الطلاق منها. يقوم الحاج بوبكر باصطحاب ابنته إلى مركز علاج الإدمان. يصبح بيرم وبدر وسفيان متعاونين مع الحاج بوبكر في تهريب المخدرات. يخطف سفيان ابنه من طليقته مرام ويضعه عند بيرم إلى جانب ابن سماح. وفي وقت لاحق، يذهب بيرم إلى منزل سفيان كي يطمئنه على حال ابنه لكنه يتفاجئ بوجود نجلاء في منزل سفيان ويقول لها انه يعمل مع الحاج بوبكر.
تهرب زينة من مركز علاج الإدمان وتذهب الى صديقتها تاجرة المخدرات التي تعرفت عليها في السجن، وتطلب منها كمية من المخدرات فتموت بعد استهلاكها لكميات كبيرة. من جانبها، حددت والدة جمال موقع أيمن فتذهب له وتقتله. يأتي سفيان لإلقاء القبض على زينة بتهمة قتل ولد صلوحة لكنه يجدها ميتة هي وشقيقها في أحضان الحاج بوبكر. نتيجة لذلك، يقوم إسماعيل بإعطاء تسجيلات قتل بيرم للشرطي فيقع إلقاء القبض على إبراهيم وبيرم، كما يقوم بدر بتسليم نفسه بتهمة قتله والده البيولوجي، الشريف.

## الشخصيات

### الشخصيات الرئيسية
- وحيدة الدريدي: «مفيدة» أرملة وأم لثلاثة أبناء (الجزء الأول و الثاني و الثالث و الرابع و الخامس)
- ياسين بن قمرة: «بدر» ابن مفيدة الأكبر (الجزء الأول و الثاني و الثالث و الرابع و الخامس)
- نضال السعدي: «بيرم» ابن مفيدة الأوسط (الجزء الأول و الثاني و الثالث و الرابع و الخامس)
- نسيم زيادية: «إبراهيم» ابن مفيدة الأصغر (الجزء الأول و الثاني و الثالث و الرابع و الخامس)
- فتحي الهداوي: «الحاج بوبكر» رئيس مافيا مخدرات وصهر إبراهيم (الجزء الرابع و الخامس)
- هشام رستم: «الشريف» حبيب مفيدة السابق ووالد بدر (الجزء الأول و الثاني و الثالث و الرابع)
- نادرة لملوم: «لطيفة» شقيقة مفيدة (الجزء الأول و الثاني و الثالث و الرابع و الخامس)
- عاطف بن حسين: «منير» موظف في بنك، زوج لطيفة (الجزء الأول)
- ليلة بن خليفة: «حسنة» زوجة بيرم (الجزء الأول)
- مريم بن شعبان: «حسنة» زوجة بيرم (الجزء الثاني)
- ريم بن مسعود : «حسنة» زوجة بيرم (الجزء الثالث)
- نجلاء بن عبد الله: «نجلاء» محامية وحبيبة بيرم (الجزء الرابع و الخامس)
- معز القديري: «سفيان» شرطي وحبيب نجلاء (الجزء الرابع و الخامس)
- مروى العقربي: «ليليا» حبيبة بدر (الجزء الأول و الثاني)
- سلمى المحجوبي: «إيناس» خطيبة بدر وحبيبة إبراهيم (الجزء الأول و الثاني)
- أحمد الأندلسي: «زياد» خطيب ليليا (الجزء الأول و الثاني و الثالث)
- ناجي ناجح: «الصادق» رجل أعمال، مدير بدر في العمل (الجزء الثاني و الثالث)
- عزة سليماني: «زينة» ابنة الحاج بوبكر وزوجة إبراهيم (الجزء الرابع و الخامس)
- أمين بن صالح: «أيمن» ابن الحاج بوبكر (الجزء الرابع و الخامس)
- قابيل السياري: «إسماعيل» ابن الحاج بوبكر (الجزء الرابع و الخامس)
- خديجة الفهري: «زينب» ابنة لطيفة ومنير (الجزء الأول و الثاني و الثالث)
- عائشة الفهري: «سارة» ابنة لطيفة ومنير (الجزء الأول و الثاني و الثالث)

### الشخصيات الثانوية
- فتحي المسلماني: «رفيق» والد ليليا وإيناس
- درصاف مملوك: «علياء» زوجة رفيق، والدة ليليا وإيناس
- آمال علوان: «سنية» زوجة الصادق
- مرام بن عزيزة: «نور» ابنة الصادق وحبيبة بدر
- بلال الباجي: «عمر» ابن الصادق وسنية
- سارة الحناشي: «سماح» زوجة بيرم
- مريم بوقديدة: «صوفي» حبيبة بدر
- آية عساس: «ملاك» زوجة بدر
- بسام الحمراوي: «حميد» عامل طلاء، حبيب لطيفة
- دليلة مفتاحي: «فطوم» والدة حميد
- آمال البكوش: «الخالة» والدة سماح
- محمد السياري: «الناصر» والد زياد
- زينب أمين: «زينب» زوجة الناصر، والدة زياد
- علي بنور: «الهادي» شقيق الشريف
- جميلة الشيحي: «نجاة» زوجة الهادي
- صلاح مصدق: «رؤوف» محامي الشريف وصديقه
- منجية الطبوبي: «زُهرة» والدة منير
- فتحي العكاري: «النوري» والد سنية، جدّ عمر
- ليلى المصمودي: «الحاجة» زوجة الحاج بوبكر
- سهام مصدق: «منجية» مربية ابن بيرم
- حسام الساحلي: «المنصف» رب العائلة التي تبنت ابن بيرم
- كوثر بلحاج: «شهلة» زوجة المنصف

## روابط خارجية
- أولاد مفيدة على موقع IMDb (الإنجليزية)
- أولاد مفيدة على موقع قاعدة بيانات الفيلم (الإنجليزية)